# Arruiz Glacier
Arruiz Glacier är en glaciär i Antarktis. Den ligger i Östantarktis. Nya Zeeland gör anspråk på området. Arruiz Glacier ligger 205 meter över havet.
Terrängen runt Arruiz Glacier är kuperad åt sydost, men åt nordväst är den platt. Trakten är obefolkad. Det finns inga samhällen i närheten. 